# Colonia Celso Vicencio
Colonia Celso Vicencio är ett samhälle i kommunen Lerma i delstaten Mexiko i Mexiko. Samhället hade 628 invånare vid folkräkningen år 2020.